# Wojciech Jasiński (polityk)
Wojciech Stefan Jasiński (ur. 1 kwietnia 1948 w Gostyninie) – polski polityk, prawnik i urzędnik.
Poseł na Sejm IV, V, VI, VII i VIII kadencji w latach 2001–2015 z ramienia Prawa i Sprawiedliwości, podsekretarz stanu w Ministerstwie Sprawiedliwości w latach 2000–2001, minister Skarbu Państwa w latach 2006–2007 w rządach Kazimierza Marcinkiewicza i Jarosława Kaczyńskiego, w latach 2015–2018 prezes zarządu PKN Orlen.

## Życiorys

### Młodość i wykształcenie
Syn Stanisława i Haliny. W 1972 ukończył studia prawnicze na Wydziale Prawa i Administracji Uniwersytetu Warszawskiego.

### Działalność w PRL
W latach 1972–1973 był urzędnikiem w płockim oddziale Narodowego Banku Polskiego. Od 1973 do 1980 był pracownikiem urzędu miejskiego w Płocku. Od 1975 kierował tam wydziałem spraw wewnętrznych, w tym samym roku zapisał się do Polskiej Zjednoczonej Partii Robotniczej (PZPR). Od 1980 pracował w „Społem” Powszechnej Spółdzielni Spożywców „Zgoda” w Płocku. Od 1984 do 1985 był zatrudniony w Spółdzielni Transportu Wiejskiego w Płocku, następnie do 1986 w Izbie Skarbowej w Płocku.
Od 1986 do 1989 przebywał w Stanach Zjednoczonych.

### Działalność w III RP
Po powrocie do kraju w 1990 podjął pracę w Urzędzie Wojewódzkim w Płocku. W latach 1990–1991 pełnił funkcję delegata pełnomocnika rządu ds. reformy samorządu terytorialnego w województwie płockim. Od 1992 pracował w Najwyższej Izbie Kontroli – najpierw jako dyrektor delegatury NIK w Warszawie, od 1994 jako dyrektor Zespołu Finansów i Budżetu, następnie jako dyrektor Departamentu Budżetu Państwa NIK. W latach 1997–2000 pracował w spółce „Srebrna” jako członek zarządu oraz prezes zarządu (gdzie współpracował z ówczesnymi politykami Porozumienia Centrum, m.in. Jarosławem Kaczyńskim, Adamem Lipińskim i Przemysławem Gosiewskim).
Od września 2000 do lipca 2001 pełnił funkcję podsekretarza stanu w Ministerstwie Sprawiedliwości (w okresie gdy ministrem był Lech Kaczyński). Od 2001 do 2007 był posłem Prawa i Sprawiedliwości w Sejmie IV i V kadencji. W V kadencji krótko przewodniczył Komisji Finansów Publicznych.
Od 15 lutego 2006 do 7 września 2007 i od 11 września 2007 do 16 listopada 2007 zajmował stanowisko ministra Skarbu Państwa w rządach Kazimierza Marcinkiewicza i Jarosława Kaczyńskiego, od 7 września 2007 do 11 września 2007 był sekretarzem stanu w MSP i kierownikiem resortu. W 2006 wyraził zgodę na zawarcie umowy pomiędzy PGNiG a RosUkrEnergo na dostawę gazu do Polski do 2022, którą to umowę z uwagi na warunki finansowe krytykowali m.in. politycy PO i niektórzy analitycy rynku energetycznego.
W wyborach parlamentarnych w 2007 po raz trzeci uzyskał mandat poselski, otrzymując w okręgu płockim 30 702 głosy. W 2009 bez powodzenia kandydował do Parlamentu Europejskiego. W 2010 objął obowiązki prezesa płockiego zarządu okręgowego Prawa i Sprawiedliwości. W wyborach do Sejmu w 2011 z powodzeniem ubiegał się o reelekcję, dostał 26 125 głosów. Bezskutecznie kandydował z ramienia PiS w wyborach do Parlamentu Europejskiego w 2014.
W 2015 został ponownie wybrany do Sejmu, otrzymując 31 106 głosów. W grudniu 2015 złożył mandat poselski, po czym został powołany na prezesa zarządu PKN Orlen. 5 lutego 2018 został odwołany z tej funkcji. W sierpniu 2018 został pełnomocnikiem zarządu Energi ds. operacyjnych.
W latach 2016–2024 zasiadał w radzie nadzorczej PKO BP (od 2021 jako jej wiceprzewodniczący). Od marca 2020 do lutego 2024 był przewodniczącym rady nadzorczej PKN Orlen. Został zatrudniony na stanowisku doradcy prezesa NBP Adama Glapińskiego.

## Odznaczenia
- Krzyż Komandorski Orderu Odrodzenia Polski – 2025[18]
- Złoty Krzyż Zasługi – 1995[19]

## Życie prywatne
Żonaty, ma dwoje dzieci. Jest spokrewniony z Katarzyną Grützmacher (w 2016 powołaną na szefa redakcji zagranicznej w TVP).